# 切科·达斯科利

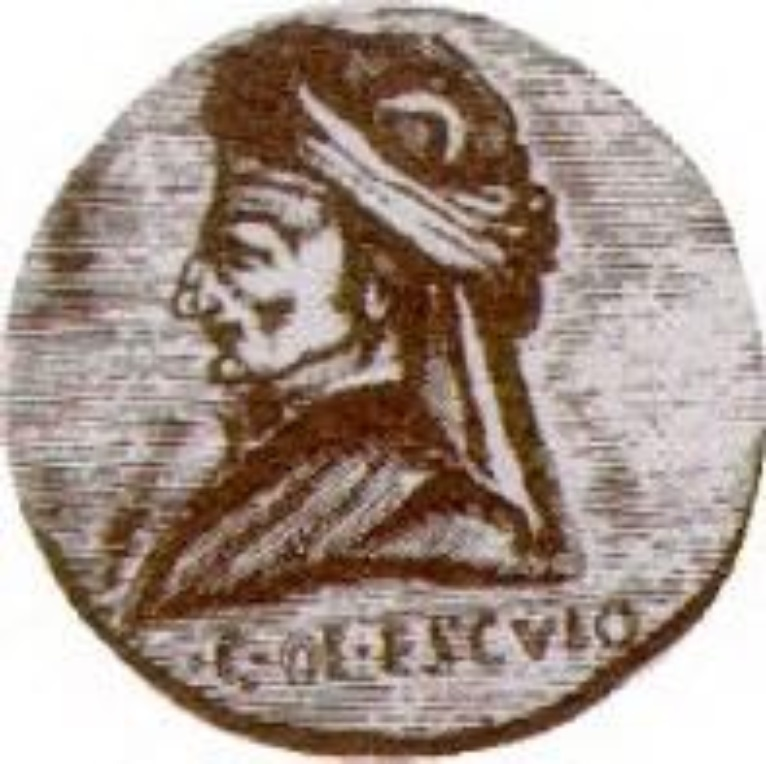
切科·达斯科利

切科·达斯科利（義大利語：Cecco d'Ascoli，1257年—1327年9月26日）本名弗朗切斯科·德利·斯塔比利（Francesco degli Stabili）是一位意大利百科全书编纂者、医生暨诗人。“切科”（Cecco，拉丁语：Cichus）是弗朗切斯科的昵称，阿斯科利是他的出生地。月球上的基丘斯陨石坑就是以他的名字命名的。

## 生活

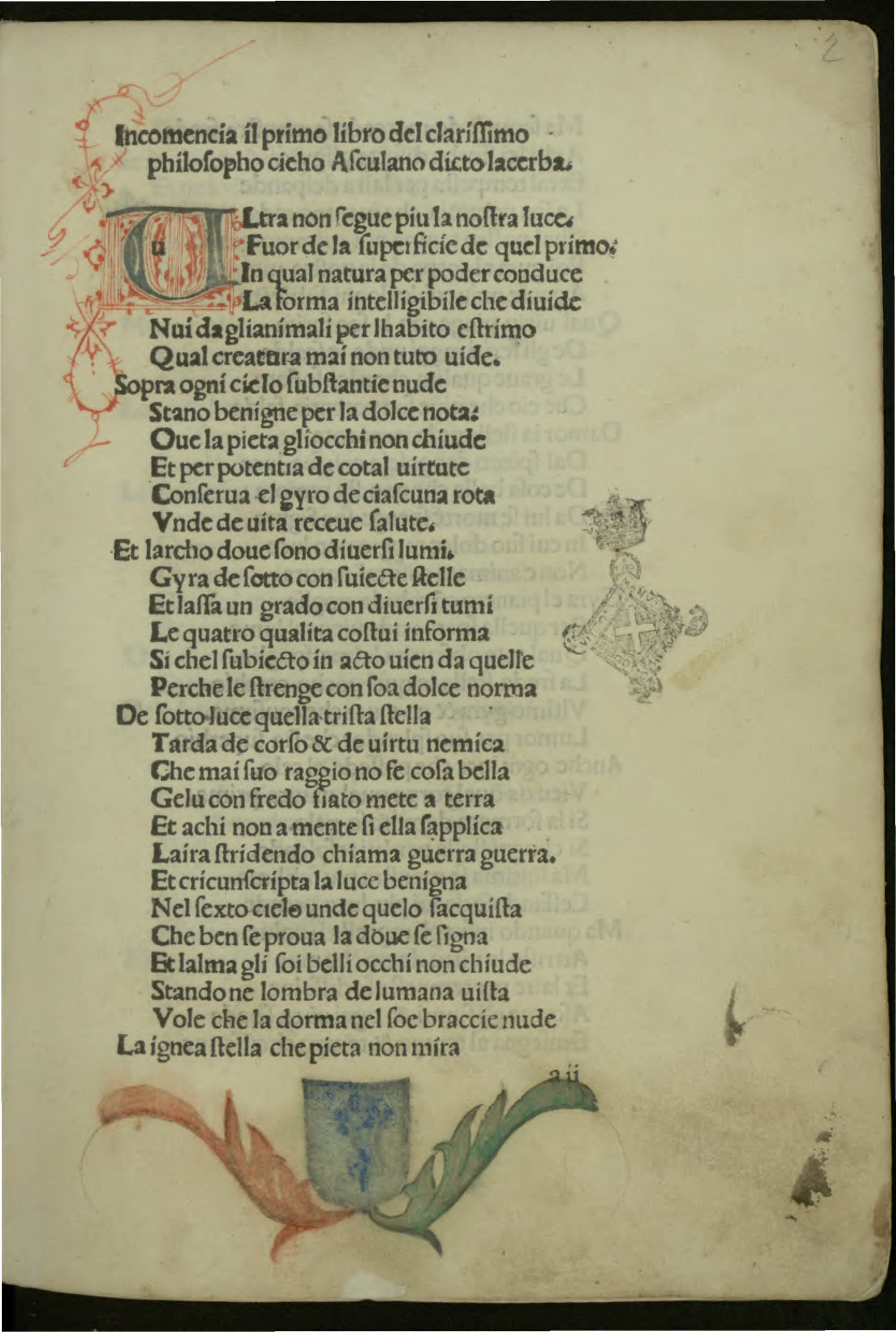
Acerba, 1484

1257年，他出生在安卡拉诺，如今的阿布鲁佐大区（当时为阿斯科利皮切诺辖区），早年致力于数学和占星术专研。1309年来到佛罗伦萨，成为那不勒斯和西西里岛大公查理二世的宫廷占星师，1314年11月在佛罗伦萨定居，后来到了博洛尼亚，1322年被博洛尼亚大学医学院聘请为占星学教授。据称他曾当过阿维尼翁的若望二十二世教宗的宫廷医生。在那里他结识了但丁，但不料后来二人反目为仇，但这一说法并没有证据。
他曾发表过一篇对约翰·德·萨克罗博斯科（Johannes de Sacrobosco）的《天球论》的评论，在其中提出涉及邪灵作用和威力的大胆理论，因而受到教会的排斥和责难，1324年道明会审判者兰贝托·达钦戈利（Lamberto da Cingoli）修士对他作出了严厉的裁决，没收他所有的占星书，罚金七十克朗罚金并作一定数量的斋戒和祈祷。为逃避这一处罚，1326年，他回到佛罗伦萨，投靠了安茹罗伯特（Roberto d'Angiò）国王（1309-1343）的长子-卡拉布里亚的查尔斯大公。当时查尔斯正与卡斯特鲁西奥·卡斯特拉卡尼（Castruccio Castracani）进行战争，他任命切科而非迪诺·德尔·加博（Dino del Garbo）为宫廷医生。但切科的自由思想和坦率言论使他树敌众多，他抨击过但丁的神曲和吉多·卡瓦尔康蒂的《爱歌》，他对大公女儿（未来的那不勒斯女王乔万娜二世）的星象占卜及意大利路易四世未来嗣统的预言也引起了大公的反感。但根据恩斯特·卡西尔的《文艺复兴时期个人与宇宙的哲学》一书所说，他因试图通过察看星象来判定基督的诞生而惨遭火刑（107页）。迪诺·德尔·加博医生持续不断的迫害；重新扣以不敬的古老罪名，使切科再度受审并被裁定犯有异端邪说罪。
1327年9月16日，在被判刑后的第二天，他在佛罗伦萨圣十字教堂前被烧死，他是第一位被宗教裁判所施以火刑的大学学者。

## 著作

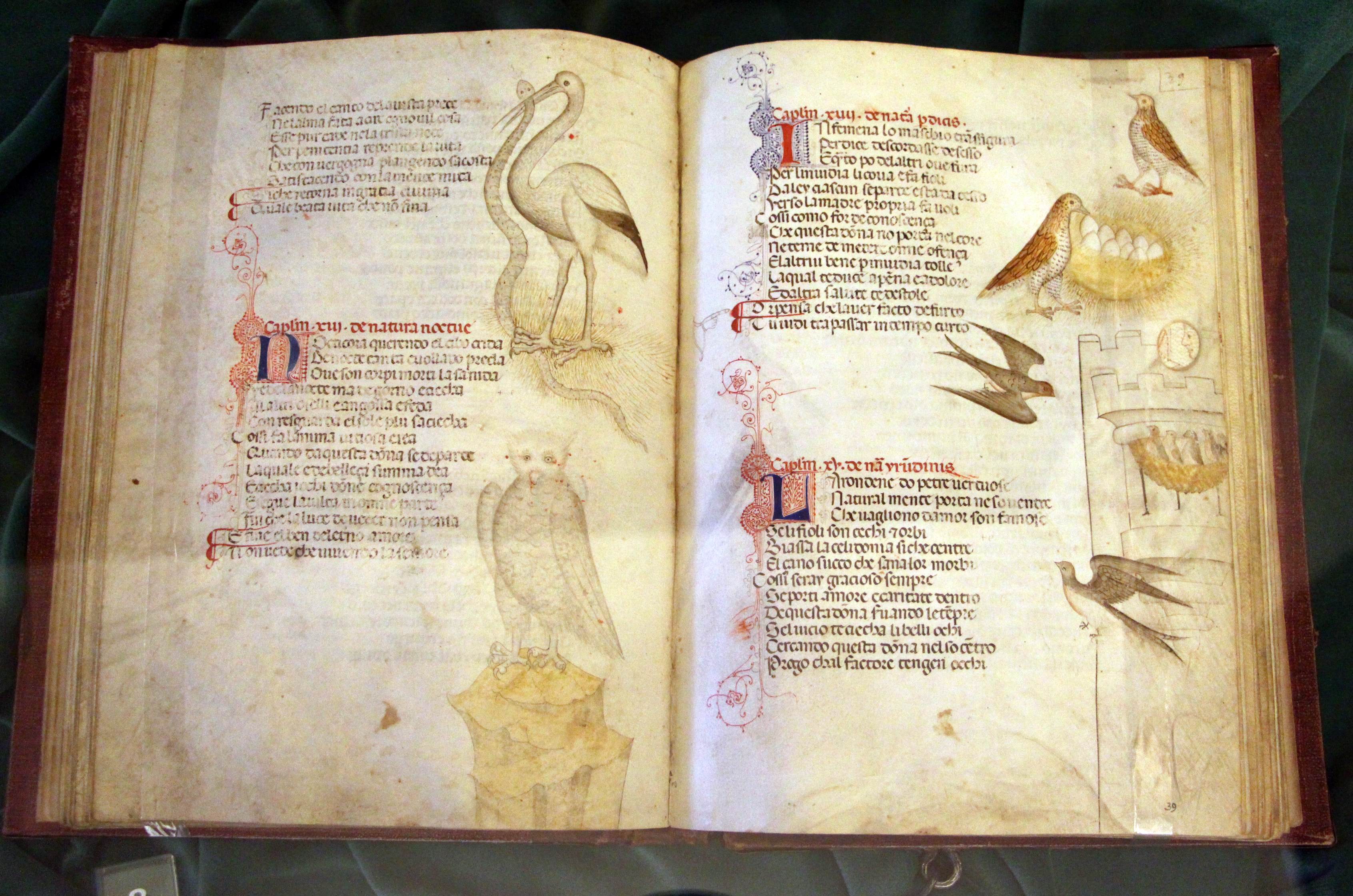
感人的旧书,老楞佐图书馆，第3801号书架

切科·达阿斯科利留下许多著作原稿，其中大部分从未公开发表过。使他成名，也带来死亡的是所撰写的《阿塞巴》（Acerba）一书，一部诗体式百科全书，其中最后一次重版日期为1546年，先后发行过二十多个版本。

## 备注
1. ↑  . Portale "Storia di Firenze".   [2017年10月29日]. （原始内容存档于2017年10月29日）.
2. ↑  . Istituto Superiore di Studi Medievali.   [2017-10-29]. （原始内容存档于2010-11-01）.